# Scopesis suspicax
Scopesis suspicax là một loài tò vò trong họ Ichneumonidae.